# 卡达山-杜顺人
卡達山-杜順人（Kadazan-Dusun），是由卡達山人及杜順人原住民聯合而成的，是馬來西亞沙巴州內最大的达雅族群，大部分居住在沿海城市及內陸地區，如兵南邦（Penampang）、下南南（Inanam）、擔佈南（Tambunan）、哥打马鲁都（Kota Marudu）、蘭瑙（Ranau）等。
“卡達山”有時亦翻譯為“嘉達山”，乃“市集”之意，代表他們住在城市。他們使用的是大多數人認可的標準卡達山語。而杜順人居住在鄉野，由於長期受到地理方面的限制，內部亦分為幾個不同的民系。至於卡達山與杜順人會豎起一道鴻溝的原因，一般相信是族群之間的競爭使然。

## 文化和宗教信仰
卡達山-杜順人宗教
卡達山-杜順人主要信奉羅馬天主教及基督新教，少數人信奉伊斯蘭教及傳統的教條。主要從事打獵、水稻或旱稻種植，近年來也涉足商業及政治活動。五月的豐收節是他們最重要的節日。主要是為感谢上天及祭拜稻神，祈求来年稻米丰收。当祷告仪式后，卡达山人将举行歌舞节目及名种比赛，欢度佳节。

## 著名政治人物
- 莫哈末·法·史蒂芬
- 百林吉丁岸
- 柏納東博
- 佐瑟古律
- 邦莫达
- 慕沙阿曼
- 阿尼法阿曼